# Estádio Major Antônio Couto Pereira
Couto Pereira är en fotbollsarena i Curitiba i Brasilien. Arenan heter officiellt Estádio Major Antônio Couto Pereira. Couto Pereira är hemmaplan för klubbarna Coritiba.
Invigningen skedde den 15 november 1932 med matchen Coritiba – América-RJ (4–2).